# Jovo Lukić
Jovo Lukić (Doboj, 28 novembre 1998) è un calciatore bosniaco, attaccante dell'U Cluj.

## Biografia
È il figlio dell'allenatore ed ex calciatore Mitar Lukić.

## Carriera

### Nazionale
Ha giocato nella nazionale bosniaca Under-21.
Ha esordito con la nazionale maggiore bosniaca il 18 dicembre 2021, nell'amichevole persa per 1-0 contro gli Stati Uniti.

## Statistiche

### Presenze e reti nei club
Statistiche aggiornate al 1º agosto 2025.
| Stagione                | Squadra                 | Campionato              | Campionato | Campionato | Coppe nazionali | Coppe nazionali | Coppe nazionali | Coppe continentali | Coppe continentali | Coppe continentali | Altre coppe | Altre coppe | Altre coppe | Totale | Totale |
| Stagione                | Squadra                 | Comp                    | Pres       | Reti       | Comp            | Pres            | Reti            | Comp               | Pres               | Reti               | Comp        | Pres        | Reti        | Pres   | Reti   |
| ----------------------- | ----------------------- | ----------------------- | ---------- | ---------- | --------------- | --------------- | --------------- | ------------------ | ------------------ | ------------------ | ----------- | ----------- | ----------- | ------ | ------ |
| 2016-2017               | Sloga Doboj             | 1. liga RS              | 28         | 10         | -               | -               | -               | -                  | -                  | -                  | -           | -           | -           | 28     | 10     |
| 2017-gen. 2018          | Sloga Doboj             | 1. liga RS              | 15         | 3          | -               | -               | -               | -                  | -                  | -                  | -           | -           | -           | 15     | 3      |
| Totale Sloga Doboj      | Totale Sloga Doboj      | Totale Sloga Doboj      | 43         | 13         |                 | -               | -               |                    | -                  | -                  |             | -           | -           | 43     | 13     |
| gen.-giu. 2018          | Krupa                   | PL                      | 8          | 0          | CB              | 3               | 0               | -                  | -                  | -                  | -           | -           | -           | 11     | 0      |
| 2018-gen. 2019          | Krupa                   | PL                      | 14         | 0          | CB              | 2               | 0               | -                  | -                  | -                  | -           | -           | -           | 16     | 0      |
| gen.-giu. 2019          | Zvijezda Gradačac       | 1. liga FBiH            | 14         | 5          | CB              | 0               | 0               | -                  | -                  | -                  | -           | -           | -           | 14     | 5      |
| 2019-2020               | Krupa                   | 1. liga RS              | 14         | 12         | CB              | 0               | 0               | -                  | -                  | -                  | -           | -           | -           | 14     | 12     |
| Totale Krupa            | Totale Krupa            | Totale Krupa            | 36         | 12         |                 | 5               | 0               |                    | -                  | -                  |             | -           | -           | 41     | 12     |
| 2020-2021               | Borac Banja Luka        | PL                      | 17         | 8          | CB              | 2               | 2               | UEL                | 2                  | 0                  | -           | -           | -           | 21     | 10     |
| 2021-2022               | Borac Banja Luka        | PL                      | 29         | 8          | CB              | 3               | 1               | UECL               | 1                  | 0                  | -           | -           | -           | 33     | 9      |
| 2022-2023               | Borac Banja Luka        | PL                      | 30         | 2          | CB              | 2               | 1               | UECL               | 2                  | 0                  | -           | -           | -           | 34     | 3      |
| 2023-2024               | Borac Banja Luka        | PL                      | 31         | 12         | CB              | 6               | 1               | UECL               | 2                  | 0                  | -           | -           | -           | 39     | 13     |
| lug.-ago. 2024          | Borac Banja Luka        | PL                      | 1          | 2          | CB              | 0               | 0               | UCL+UEL            | 4+4                | 1+0                | -           | -           | -           | 9      | 3      |
| Totale Borac Banja Luka | Totale Borac Banja Luka | Totale Borac Banja Luka | 108        | 32         |                 | 13              | 5               |                    | 15                 | 1                  |             | -           | -           | 136    | 38     |
| ago. 2024-2025          | U Craiova               | L1                      | 27         | 2          | CR              | 4               | 0               | -                  | -                  | -                  | -           | -           | -           | 31     | 2      |
| 2025-2026               | U Cluj                  | L1                      | 3          | 2          | CR              | 0               | 0               | UCoL               | 2                  | 1                  | -           | -           | -           | 5      | 3      |
| Totale carriera         | Totale carriera         | Totale carriera         | 231        | 66         |                 | 22              | 5               |                    | 17                 | 2                  |             | -           | -           | 270    | 73     |

### Cronologia presenze e reti in nazionale
| Cronologia completa delle presenze e delle reti in nazionale ― Bosnia ed Erzegovina | Cronologia completa delle presenze e delle reti in nazionale ― Bosnia ed Erzegovina | Cronologia completa delle presenze e delle reti in nazionale ― Bosnia ed Erzegovina | Cronologia completa delle presenze e delle reti in nazionale ― Bosnia ed Erzegovina | Cronologia completa delle presenze e delle reti in nazionale ― Bosnia ed Erzegovina | Cronologia completa delle presenze e delle reti in nazionale ― Bosnia ed Erzegovina | Cronologia completa delle presenze e delle reti in nazionale ― Bosnia ed Erzegovina | Cronologia completa delle presenze e delle reti in nazionale ― Bosnia ed Erzegovina |
| Data                                                                                | Città                                                                               | In casa                                                                             | Risultato                                                                           | Ospiti                                                                              | Competizione                                                                        | Reti                                                                                | Note                                                                                |
| ----------------------------------------------------------------------------------- | ----------------------------------------------------------------------------------- | ----------------------------------------------------------------------------------- | ----------------------------------------------------------------------------------- | ----------------------------------------------------------------------------------- | ----------------------------------------------------------------------------------- | ----------------------------------------------------------------------------------- | ----------------------------------------------------------------------------------- |
| 18-12-2021                                                                          | Carson                                                                              | Stati Uniti                                                                         | 1 – 0                                                                               | Bosnia ed Erzegovina                                                                | Amichevole                                                                          | -                                                                                   | 84’                                                                                 |
| Totale                                                                              |                                                                                     | Presenze                                                                            | 1                                                                                   |                                                                                     | Reti                                                                                | 0                                                                                   |                                                                                     |

## Palmarès

### Club

#### Competizioni nazionali
- Campionato bosniaco: 2

Borac Banja Luka: 2020-2021, 2023-2024